# Кастильське мило

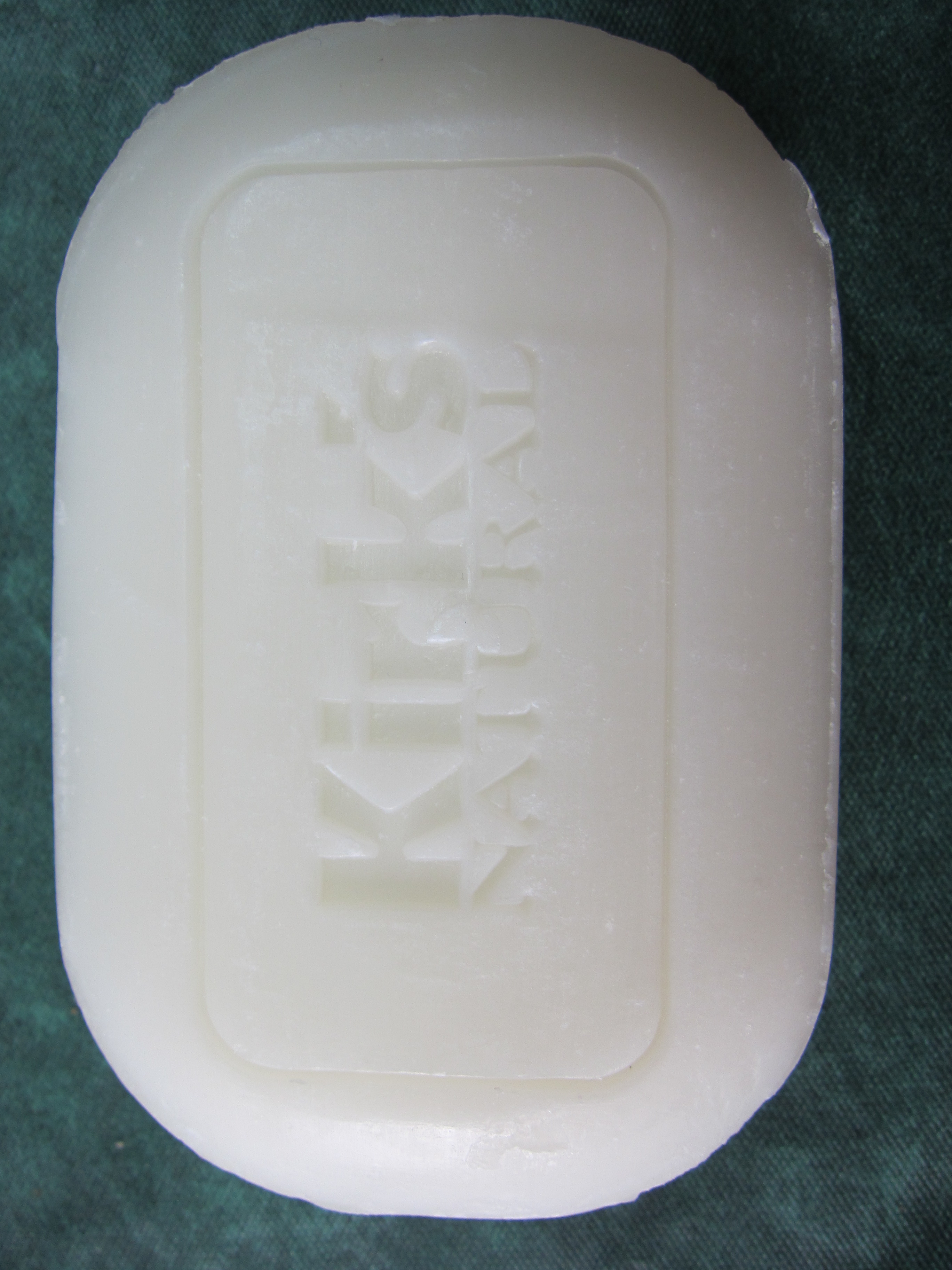
Шматок кастильського мила

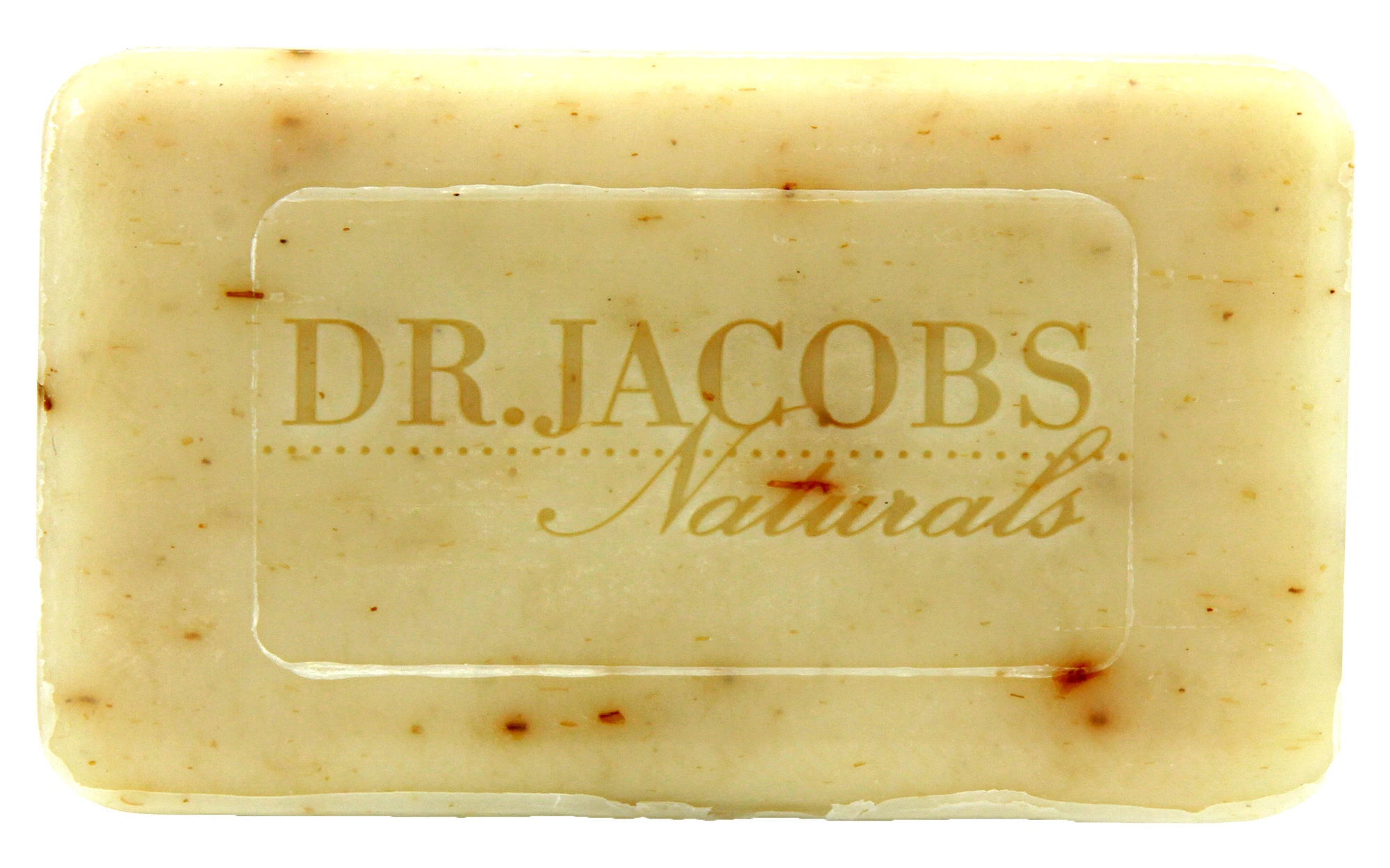

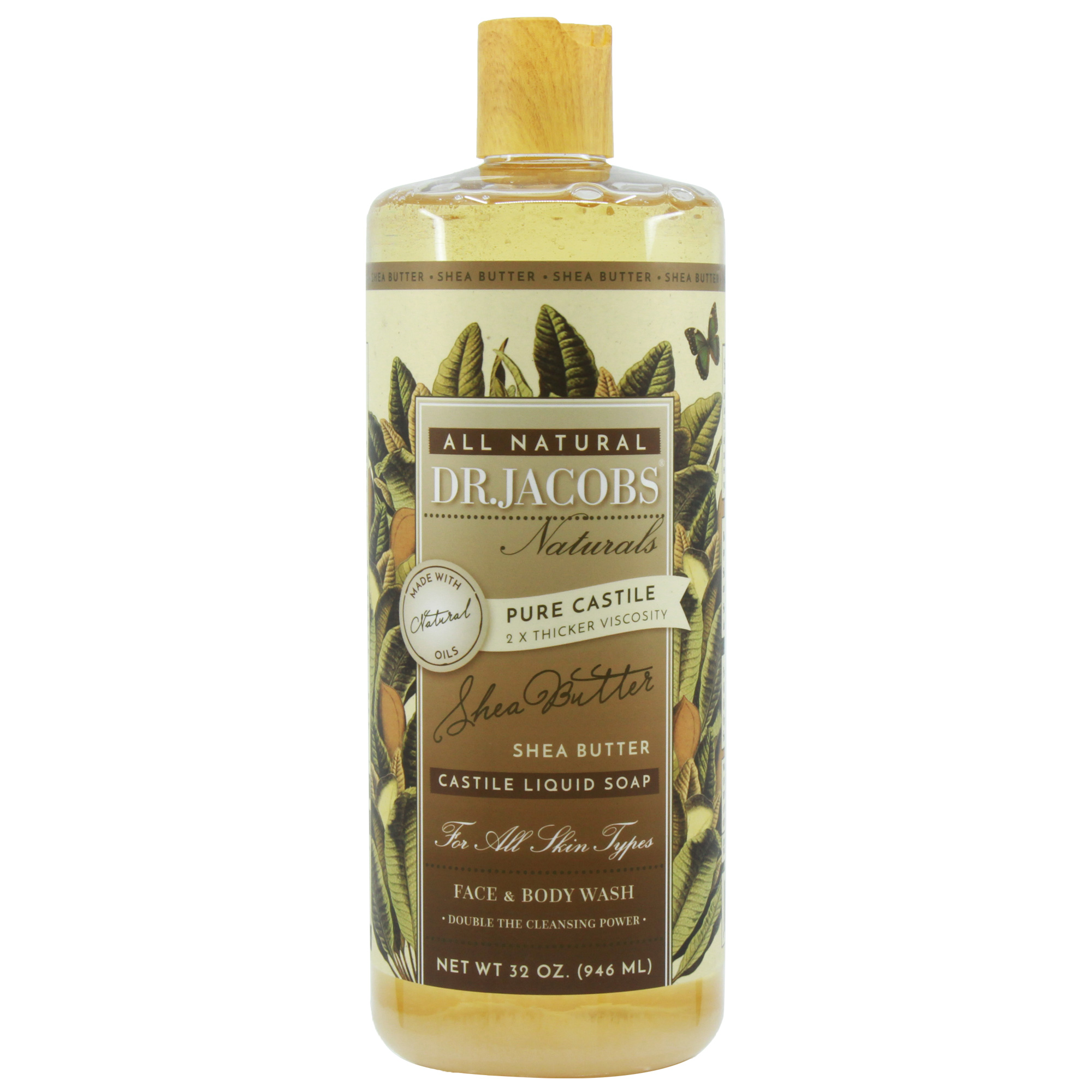
Рідке кастильське мило

Кастильське мило — це тверде мило на основі оливкової олії, виготовлене в стилі, подібному до того, що походить з іспанського регіону Кастилія.

## Історія
Історія кастильського мила сягає корінням до Леванту, де миловари Алеппо протягом тисячоліть виготовляли тверде мило на основі оливкової та лаврової олії.
Прийнято вважати, що хрестоносці привезли алеппське мило до Європи в XI столітті, ґрунтуючись на твердженні, що перше мило, виготовлене в Європі, з'явилося одразу після перших хрестових походів, але насправді греки знали про мило ще в першому столітті нашої ери, а Зосима Панопольський описав мило та миловаріння близько 300 року нашої ери. Після хрестових походів виробництво мила поширилося на все Середземномор'я.
Перші миловари Середземномор'я не мали легкого доступу до лаврової олії і тому вилучили її зі своїх рецептур, створивши таким чином мило на основі оливкової олії, відоме зараз як кастильське мило.
Кастильське мило називається так тому, що воно вироблялося у великих масштабах на територіях Кастильської корони, звідки експортувалося в численні місця Європи, головним чином в епоху Нового часу. Хоча Кастильська Корона не була єдиним виробником цього виду мила, вона була його найкращим виробником.
У XVII столітті мило викликало суперечки в Англії, оскільки воно витіснило безіменне місцеве мило після того, як іспанські католицькі виробники викупили монополію на його виробництво в каролінському уряді. Зв'язок мила з католицизмом спричинив проведення кампанії зі зв'язків з громадськістю, в якій прачки демонстрували, наскільки ефективнішим є місцеве мило, ніж кастильське. Продаж монополії у протестантській католицькій компанії викликав великий резонанс, який закінчився тим, що кастильську мильну компанію врешті-решт позбавили монополії.
Імпорт «кастильського мила» через Антверпен з'являється в лондонських портових книгах 1567—1568 років, хоча в Оксфордському словнику англійської мови немає згадок про «кастильське мило» раніше 1616 року. У своїй статті «Коротка історія мила» Джон Хант стверджує, що баріллу (нечиста форму карбонату натрію, отримана з попелу галофітних рослин з високим вмістом натрію) варили на місцевій оливковій олії, а не на смальці.
Додавання розсолу до кип'яченого розчину змушувало мило спливати на поверхню, де миловар міг зняти його, залишаючи надлишок лугу та домішки осідати на дно. Хоча алеппське мило, як правило, зеленого кольору, таким чином отримували, ймовірно, перше біле тверде мило, яке з віком ставало твердішим, не втрачаючи своєї білизни, утворюючи хабон де Кастилія (jabón de Castilla).
Аптекарі знали цей товар під латинськими назвами sapo hispaniensis (іспанське мило) або sapo castilliensis (кастильське мило).

## Подальше читання
- Hunt, John A. (December 1999). A Short History of Soap. The Pharmaceutical Journal. 263 (7076): 985—989. Архів оригіналу за 5 липня 2015.
- Garzena, Patrizia & Tadiello, Marina (2004). Soap Naturally: ingredients, methods, and recipes for natural handmade soap; 1st ed. Programmer Publishing. ISBN 0-9756764-0-7ISBN 0-9756764-0-7.